# Institut Nacional d’Educació Física de Catalunya
Das Institut Nacional d’Educació Física de Catalunya, kurz: INEFC, ist ein Gebäude der gleichnamigen Sporthochschule in der spanischen Stadt Barcelona.

## Geschichte
Als Barcelona 1986 den Zuschlag zur Ausrichtung der Olympischen Sommerspiele 1992 erhielt, wurde im April 1988 mit den Bauarbeiten nach Plänen von Ricardo Bofill begonnen. Im Juni 1991 wurde das Gebäude eröffnet. Als Generalprobe für die Olympischen Spiele dienten die vom 26. bis 28. Juli 1991 stattfindenden Ringer-Juniorenweltmeisterschaften im griechisch-römischen Stil.
Während der Olympischen Spiele war die Halle Austragungsort der Wettkämpfe im Ringen.